# Pietro Lorenzetti

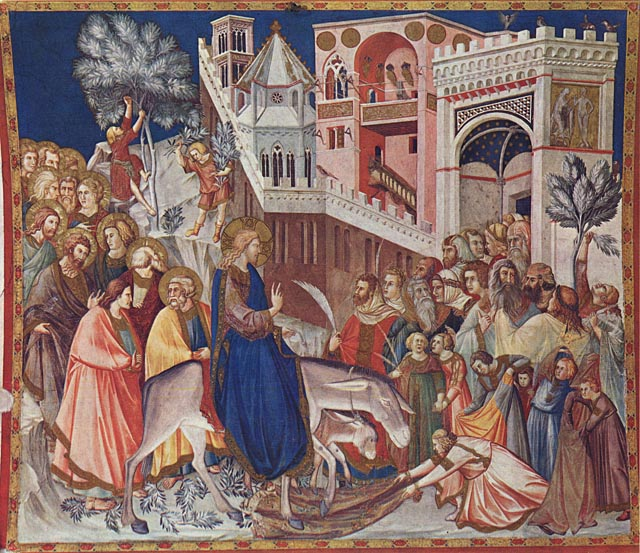
Cristo entrando en Jerusalén (1320-1330), fresco de Pietro Lorenzetti para la basílica inferior de San Francisco, Asís.

Pietro Lorenzetti (o Pietro Laurati; h. 1280 - 1348) fue un pintor italiano de estilo italo-gótico, activo aproximadamente entre 1306 y 1345.

## Vida
Nació y murió en Siena. Su formación debió completarse con Duccio di Buoninsegna, para proseguir después en el gran taller de la Basílica de San Francisco de Asís, con Giotto y Simone Martini; esto lo llevó a desarrollar un lenguaje figurativo autónomo que sintetizaba el arte sienés con el lenguaje de Giotto. Sus principales influencias fueron Giovanni Pisano y Giotto.
Muchas de sus obras religiosas están en iglesias de Siena, Arezzo, y Asís. 
Lorenzetti pintó en Asís y después se trasladó a Siena, donde en 1329 pintó la gran Pala del Carmine. De esta obra es interesante citar la Fuente del profeta Elías, que forma parte de la predela, en la que se encuentra un carmelita que coge agua con una jarra. La sensibilidad del pintor por la cualidad matérica de los elementos naturales y por los relativos efectos óptico queda evidente en el encresparse de la superficie del agua de la vasija por salpicar el agua y en los reflejos en las copas de vidrio apoyadas al borde de la fuente.
Siempre en Siena, junto a su hermano Ambrogio, ejecutó en el año 1335 los frescos hoy perdidos de la fachada del Ospedale di Santa Maria alla Scala.
De 1335 a 1342 trabajó en la catedral de Siena, donde pintó la Natividad de la Virgen. Esta es la última obra documentada de Pietro Lorenzetti, del cual no se tienen noticias posteriores al año 1347: es probable que muriese durante la epidemia de peste bubónica o Peste Negra del 1348.
Giorgio Vasari incluye una biografía de Lorenzetti en sus Vidas.

## Obras
El retablo della Pieve de Arezzo de 1320 es la primera obra datada. 
Entre 1326 y 1329 ejecutó la que es considerada su obra maestra: las decoraciones al fresco de la iglesia inferior de la Basílica de San Francisco de Asís. Es el responsable de una emotiva serie de grandes paneles representando la "Crucifixión, la Deposición de la Cruz, y el Entierro". Las figuras en estas escenas muestran interacciones emocionales geométricas, a diferencia de muchas representaciones escenográficas anteriores que parecen aglomeraciones icónicas independientes, como si figuras independientes hubieran sido pegadas sobre una superficie, sin ninguna relación entre ellas. La influencia narrativa de los frescos de Giotto en las capillas Bardi y Peruzzi en Santa Croce (Florencia) y la Capilla de los Scrovegni (Padua) puede verse en estas y otras obras de la iglesia inferior.
Esta obra refleja el impacto del lenguaje de Giotto sobre Lorenzetti, como puede verse en su dramatismo y sabiduría compositiva. Fue notable también la precisión con la que buscó representar los fenómenos naturales. Siempre en el ciclo de la basílica de Asís se ve que de hecho en la Última cena, un cuarto de la superficie del fresco está ocupado por una vista a la cocina adyacente, donde la comida se está haciendo sobre un fuego y dos servidores limpian la vajilla; en el fondo se reconocen detalles del mobiliario (una pala de carbón y baldas con loza) y en primer plano está un gato que se calienta junto al fuego y un perro.
Una de sus últimas obras es la Natividad de la Virgen (1342), hoy en el Museo dell'Opera del Duomo (Siena). 

## Valoración

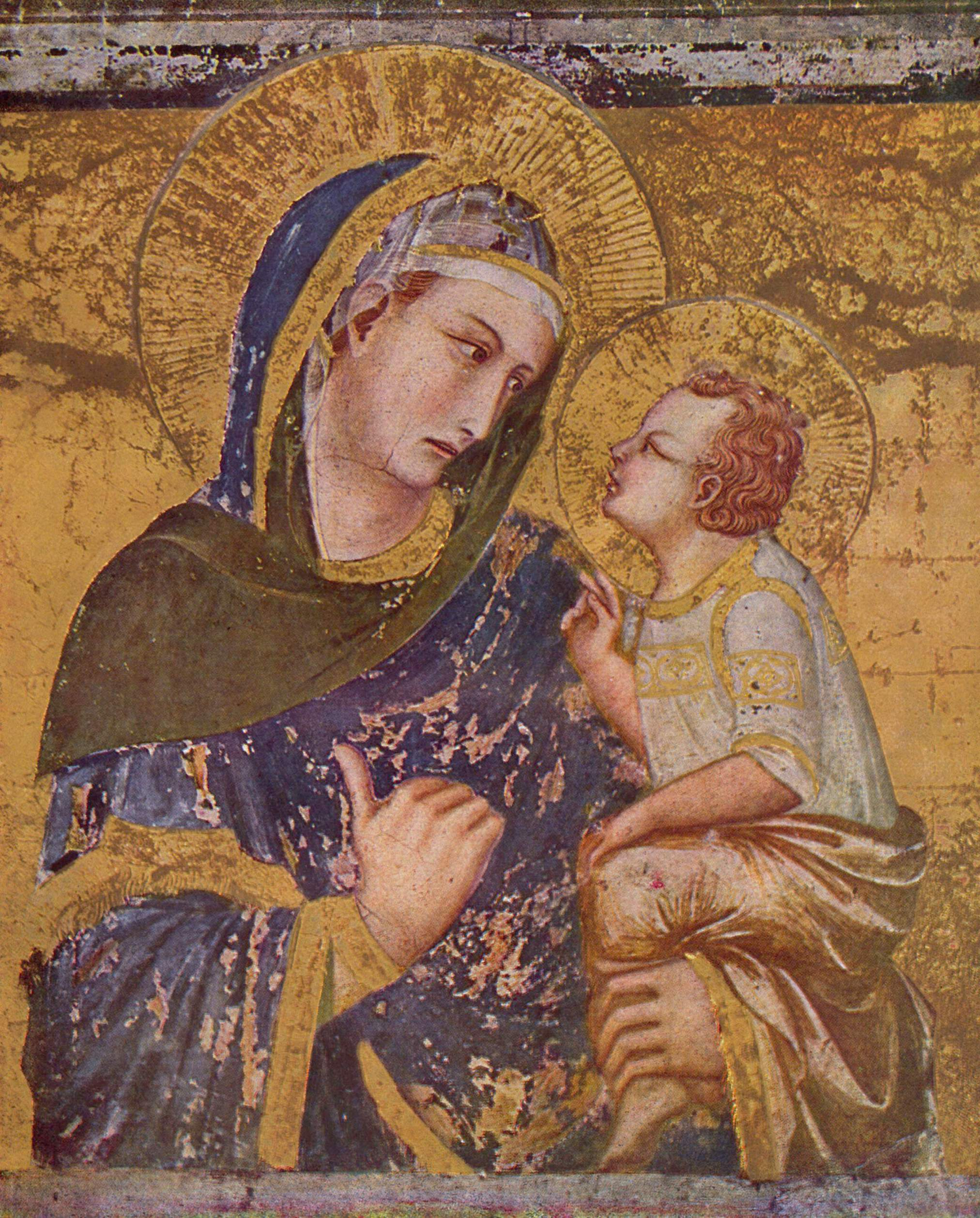
Madonna dei Tramonti (Fresco en la Basílica de San Francisco, Asís).

Él y su hermano, Ambrogio Lorenzetti, ayudaron a introducir el naturalismo en el arte sienés. En su obra artística y sus experimentos con los arreglos tridimensionales y espaciales, ellos anticiparon el arte del Renacimiento. 
Los hermanos Lorenzetti y su competidor contemporáneo de Florencia, Giotto, así como sus seguidores (Bernardo Daddi, Maso di Banco, etc.) sembraron la revolución pictórica italiana que extrajo figuras del dorado éter de la iconografía bizantina y las introdujo en un mundo pictórico de ciudades, tierra y aire. La iconografía sienesa fue en general más mística y fantástica que los más naturalistas florentinos, y a veces, parece entrar en lo que parece un paisaje surrealista moderno.
En cuanto a sus representaciones de Madonnas, señala Azcárate Ristori ("Pintura gótica anterior al siglo XV", en Historia del Arte, Ed. Anaya, 1986. ISBN 84-207-1408-9) que junto a su hermano Ambrogio, difunde el modelo iconográfico del "coloquio maternal", en el que la Virgen y el Niño se miran con tristeza.